# Antiguo Bazar de Skopie
El Antiguo Bazar de Skopie (en macedonio: Стара Чаршија) es un bazar situado en la ciudad de Skopie, Macedonia del Norte, el más grande de los Balcanes fuera de Estambul. Se encuentra situado en la orilla oriental del río Vardar, que se extiende desde el Puente de Piedra a la Bit-Pazar y de la Fortaleza de Skopie al río Serava. La mayor parte del bazar antiguo cae principalmente dentro de las límites del Municipio de Čair, aunque una pequeña parte también se encuentra en el Municipio Central. Las fuentes más antiguas conocidas que describen la existencia de un sector comercial en el territorio del bazar datan del siglo XII. Durante el dominio otomano de Skopie, el Antiguo Bazar se desarrolló rápidamente hasta convertirse en el principal centro de la ciudad para el comercio. 
Las evidencias más antiguas sobre un mercado en el territorio actual datan del siglo XII. Durante el periodo otomano de Skopie, el Antiguo Bazar se desarrolló rápidamente hasta ser el epicentro del comercio en la ciudad. El paso otomano por la ciudad se percibe con sus treinta mezquitas y numerosos caravasares, entre otros edificios y monumentos. El bazar fue gravemente dañado durante los terremotos de 1555 y 1963, así como durante la Primera y Segunda Guerra Mundial; aunque posteriormente fue restaurado.
Además de su importancia como mercado, el Antiguo Bazar también destaca por sus elementos históricos y culturales. Aunque predomina la arquitectura otomana, aún se conservan restos de arquitectura bizantina. 
En los últimos años ha crecido el interés en hacer del Bazar una atracción turística. El 13 de octubre de 2008, el Parlamento de Macedonia del Norte reconoció al Antiguo Bazar como herencia cultural de gran importancia para el país a ser protegida. A principios de 2010, el Gobierno de Macedonia comenzó un proyecto de revitalización del Antiguo Bazar, que incluyó la restauración de edificios y desarrollo económico y cultural del lugar.

## Historia

### Antecedentes
Los primeros yacimientos encontrados en la Fortaleza de Skopie revelan que el lugar estuvo habitado desde el 4000 a. C., mientras que otras voces destacan que los ilirios fueron los primeros en habitar el lugar.
Tras la caída de la ciudad de Scupi a manos del Imperio romano, se construyeron muchos edificios romanos, como templos, termas y teatros en el interior de la ciudad, que le confirieron un estatus de centro religioso y cultural dentro del Imperio. En el 518, Scupi fue gravemente dañada por un terremoto devastador, que urgió al emperador Justiniano I a construir una nueva capital lejos de la destruida. Sin embargo, la población local se asentó en una colina, donde más tarde, Justiniano mandó construir la Fortaleza de Skopie.
Durante el reinado de Samuel, Skopie fue relevante a nivel estratégico, político, económico y cultural, por lo que el área alrededor de la Fortaleza fue dotada de grandes murallas para preservar los tesoros de la ciudad. En aquella época, existía una puerta llamada la "Puerta de la Torre del Agua", que se construyó con el propósito de defender la ciudad de ataques del emperador bizantino Basilio II en el 1001.

### Edad Media

#### Época bizantina
Tras la caída del Primer Imperio Búlgaro a manos del Imperio bizantino en el 1018, el emperador Basilio II convirtió a Skopie en sede episcopal, cuyo obispo era elegido cada cuatro años. Tras la muerte de Basilio, su sucesor, Romanos III Argyros, reconstruyó el monasterio de St. Georgi, que estaba situado en el mismo lugar donde se encuentra hoy la mezquita del sultán Murad. Se decía que el monasterio en la época era de los más decorados de los Balcanes.
Con la llegada al poder de la dinastía Komnenni a comienzos del siglo XII, la ciudad experimentó un periodo de relativa calma y desarrollo. Esto condujo a la construcción de murallas y torres defensivas alrededor de Dolengrad, así como monasterios e iglesias. Este desarrollo de la ciudad la convirtió en un centro importante de comercio que era visitado por mercaderes de otros lugares como Dubrovnik y la República de Venecia.

#### Época serbia
En 1282, el rey serbio Stefan Uros II Milutin conquistó Skopie, la ciudad pasó a ser parte de Rascia y más tarde del estado medieval de Serbia. Este periodo está caracterizado por la construcción de numerosas iglesias, monasterios y palacios alrededor de la ciudad. Durante su estancia en Skopie en 1299 y 1300, el emisario bizantino Theodore Metochites vio que, aparte de Gorengrad, Dolengrad también estaba defendido por murallas.
El rey Stefan Dusan declaró a Skopie en 1345 capital del Imperio serbio. Al año siguiente fue coronado rey en Skopie. Durante esta época el área del bazar era lugar comercial, pero la ciudad en su conjunto seguía siendo el epicentro del comercio con su artesanía. Es muy probable que el palacio real del zar Dusan estuviera donde se encuentra la mezquita del sultán Murad actualmente. Tras la muerte del rey, la ciudad cayó en manos otomanas cuando, en 1385, Vuk Brankovic rindió la ciudad y pasó a ser parte del Imperio otomano.

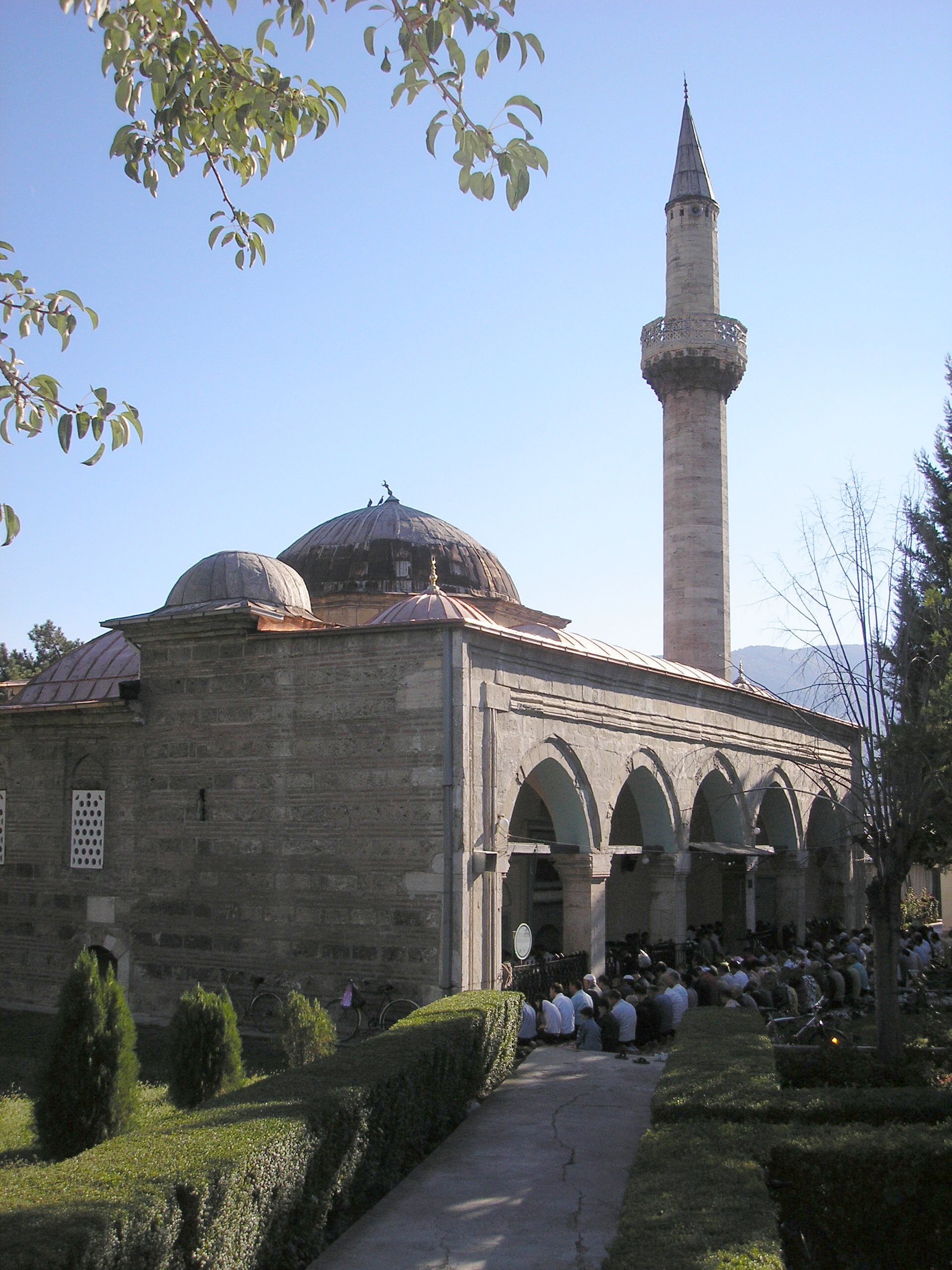
Mezquita de Ishak Bey

#### Época otomana
La conquista de la ciudad por los turcos otomanos hizo cambiar rápidamente la composición étnica de Skopie. La riqueza pasó a manos turcas y la ciudad se convirtió en una fortaleza militar con edificios de carácter religioso que cambiaron la arquitectura de la ciudad. También se construyeron edificios típicos otomanos nada más producirse la conquista, que daban servicio principalmente a la población musulmana.
Los principales cambios en la arquitectura del Antiguo Bazar ocurrieron durante el gobierno de Ishak Beg y su hijo Isa Bey. Ishak Beg comenzó la construcción de la mezquita del sultán Murad, que terminó en 1436. Dos años más tarde, comenzó la construcción de la mezquita de Ishak Beg y el mausoleo donde fue enterrado. Tras su muerte, su hijo y sucesor, Isa Beg, construyó numerosos edificios en lo que es hoy el Antiguo Bazar. Estos edificios, construidos entre 1445 y 1469, fueron indispensables para el desarrollo económico de la ciudad. Por lo tanto, durante esta época, Skopie fue dotada de nuevos edificios como los baños turcos de Bezisten y Çifte. Tras la muerte de Isa Beg, de acuerdo a su testamento, se construyó la mezquita de Isa Beg (1475), la mezquita de Haji-kasamova (1489-90) y la mezquita de Mustafa Pasha (1492).
Entre 1489 y 1497, Daut Pasha, gran visir de Rumelia Oriental, financió la construcción de varios edificios en el bazar, entre los cuales se encontraba el baño turco de Daut Pasha. Al mismo tiempo se construyeron comedores sociales, por ejemplo, los casas públicas donde se preparaba y servía comida a los vagabundos y viajeros que se hospedaban en la ciudad.
Durante los siglos XVI y XVII, el bazar alcanzó su cénit urbano y económico, convirtiéndose en unos de los mayores bazares en los Balcanes. Se dio un crecimiento acelerado del comercio y la construcción de nuevas tiendas e instalaciones. En 1504, cerca de bazar, se construyó la mezquita de Yahya Pasha que todavía sigue en pie. La posada de Kurşumli Han fue construida a mitad de siglo y en 1546 comenzó la construcción de la iglesia de la Ascensión de Jesús, que fue el primer proyecto cristiano que se aprobó durante el periodo otomano en Skopie. El gran terremoto que asoló la ciudad en 1555 causó grandes daños en el bazar, pero la ciudad pronto se recuperó y prosiguió el desarrollo del comercio. Durante esta época, la mayoría del comercio vino a manos de la colonia judía que existía en la ciudad y de otros mercantes extranjeros, especialmente de Dubrovnik.